# Dysithamnus occidentalis
A Dysithamnus occidentalis a madarak osztályának verébalakúak (Passeriformes) rendjébe és a hangyászmadárfélék (Thamnophilidae) családjába tartozó faj.

## Rendszerezése
A fajt Frank Chapman amerikai ornitológus írta le 1923-ban, a Thamnophilus nembe Thamnophilus aethiops occidentalis néven.

## Alfajai
- Dysithamnus occidentalis occidentalis (Chapman, 1923)
- Dysithamnus occidentalis punctitectus Chapman, 1924[2]

## Előfordulása
Dél-Amerikában, az Andok hegységben, Ecuador és Kolumbia területén honos. A természetes élőhelye a szubtrópusi vagy trópusi hegyi esőerdők. Állandó, nem vonuló faj.

## Megjelenése
Testhossza 13,5 centiméter.

## Életmódja
Ízeltlábúakkal, főleg rovarokkal táplálkozik.

## Természetvédelmi helyzete
Az elterjedési területe kicsi és széttöredezett, egyedszáma is csökken. A Természetvédelmi Világszövetség Vörös listáján sebezhető fajként szerepel.

## Külső hivatkozások
- Képek az interneten a fajról
- Xeno-canto.org - a faj hangja és elterjedési területe